# Гродниця (Нижньосілезьке воєводство)
Гродниця (пол. Grodnica) — село в Польщі, у гміні Ольшина Любанського повіту Нижньосілезького воєводства.
Населення — 185 осіб (2011).
У 1975-1998 роках село належало до Єленьоґурського воєводства.

## Демографія
Демографічна структура станом на 31 березня 2011 року:
|          | Загалом | Допрацездатний вік | Працездатний вік | Постпрацездатний вік |
| -------- | ------- | ------------------ | ---------------- | -------------------- |
| Чоловіки | 101     | 17                 | 74               | 10                   |
| Жінки    | 84      | 21                 | 49               | 14                   |
| Разом    | 185     | 38                 | 123              | 24                   |